# 小树雀
小树雀（学名：Camarhynchus parvulus），是雀形目唐纳雀科的一种鸟类。
小树雀体重约13.2克，翼长约61.3毫米，嘴峰长约11.2毫米，喙宽度约4.3毫米，喙厚度约6.5毫米，跗蹠长约19.3毫米，尾长约36.7毫米。小树雀在其分布区内为留鸟，其栖息在半开放的中等高度的林地中，食性为杂食性，主要食物来源是陆生无脊椎动物。

## 亚种
- ：分布于加拉帕戈斯群岛（查塔姆岛除外）的湿润灌丛。
- ：分布于加拉帕戈斯群岛的圣克里斯托巴尔岛。[4]